# NGC 7328
NGC 7328 (również PGC 69349 lub UGC 12118) – galaktyka spiralna (Sab), znajdująca się w gwiazdozbiorze Pegaza. Odkrył ją John Herschel 12 października 1825 roku.